# Толон (Толонский наслег)
Толо́н (якут. Толоон) — село в Сунтарском улусе Республики Саха (Якутия) России. Административный центр и единственный населённый пункт Толонского наслега.

## География
Село находится в юго-западной части Якутии, в правобережной части долины реки Вилюй, на расстоянии примерно 46 км (по прямой) к северо-северо-западу (NNW) от села Сунтар, административного центра улуса. К востоку от населённого пункта проходит автодорога А331.
Климат
Климат характеризуется как резко континентальный. Средняя температура воздуха самого тёплого месяца (июля) составляет 17-18 °C; самого холодного (января) — −34 − −50 °C. Среднегодовое количество атмосферных осадков составляет 250—300 мм.
Часовой пояс
Село Толон находится в часовой зоне МСК+6. Смещение применяемого времени относительно UTC составляет +9:00.

## Население
| 2002 | 2010 | 2012 | 2013 | 2014 | 2015 | 2016 |
| ---- | ---- | ---- | ---- | ---- | ---- | ---- |
| 152  | ↘127 | ↘124 | ↘122 | ↘121 | →121 | →121 |
| 2017 | 2018 | 2019 | 2020 | 2021 |      |      |
| →121 | ↘119 | ↘117 | ↗123 | ↗125 |      |      |

Половой состав
По данным Всероссийской переписи населения 2010 года в гендерной структуре населения мужчины составляли 52,8 %, женщины — соответственно 47,2 %.
Национальный состав
Согласно результатам переписи 2002 года, в национальной структуре населения якуты составляли 100 % из 152 чел.

## Улицы
Уличная сеть села состоит из двух улиц (Новая и Центральная).